# صلاح الدين بنيشو
صلاح الدين بنيشو (مواليد 30 نوفمبر 1999) هو لاعب كرة قدم مغربي، يشغل مركز الهجوم في نادي الوداد الرياضي المغربي.

## مسيرته
تدرّج بنيشو في الفئات السنية لأولمبيك آسفي، قبل أن يتم تصعيده للفريق الأول وتوقيع عقد احترافي معه.
في 5 ديسمبر 2020، وفي المباراة الأولى له مع أولمبيك آسفي، تمكّن من تسجيل 4 أهداف، مما جعله أصغر لاعب في تاريخ النادي يُسجل 4 أهداف في مباراة واحدة بالبطولة المغربية.

## روابط خارجية
- صلاح الدين بنيشو على موقع Soccerway.com (الإنجليزية)
- صلاح الدين بنيشو على موقع كووورة